# Юниън (окръг, Кентъки)
Вижте пояснителната страница за други значения на Юниън.
Окръг Юниън (на английски: Union County) е окръг в щата Кентъки, Съединени американски щати. Площта му е 940 km², а населението - 15 637 души (2000). Административен център е град Морганфийлд.